# Serik Ospanow
Serik Schämekuly Ospanow (kasachisch Серік Жәмекұлы Оспанов, russisch Серик Жамекович Оспанов Serik Schamekowitsch Ospanow; * 1. Juli 1964 in Gurjew, Kasachische SSR) ist ein kasachischer Politiker.

## Leben
Serik Ospanow wurde 1964 in Gurjew geboren. Er erwarb 1986 einen Abschluss in Maschinenbau am Kasachischen Polytechnischen Institut. Einen weiteren Hochschulabschluss machte er 2000 an der Kasachischen Nationalen Pädagogischen Abai-Universität.
Seine berufliche Laufbahn begann er nach seinem Abschluss am Kasachischen Polytechnischen Institut bei Mangyschlakneft. 1989 engagierte sich Ospanow auch politisch beim Stadtkomitee des Komsomol, der Jugendorganisation der KPdSU, in Schewtschenko. Zwischen März und September 1991 war er stellvertretender Vorsitzender der Kommission für sozioökonomische Entwicklung der Kommunistischen Partei Kasachstans in der Stadt Schewtschenko.
Nach der Unabhängigkeit Kasachstans arbeitete Ospanow zunächst für die Stadtverwaltung von Aqtau, bevor er von 1992 bis 1994 Assistent des Gouverneurs von Mangghystau war. In den folgenden beiden Jahren bekleidete er den Posten des ersten stellvertretenden Bürgermeisters von Aqtau. 1996 wurde er dann Bürgermeister von Aqtau. Dieses Amt führte er insgesamt rund acht Jahre lang aus. Nach der Parlamentswahl 2004 war Ospanow Abgeordneter für Nur Otan in der Mäschilis, dem kasachischen Parlament. Hier war er Mitglied des Finanz- und Haushaltsausschusses. Auch nach der Wahl 2007 und der Wahl 2012 war er Mitglied des Parlaments.
Seit dem 30. Januar 2017 ist er Präsident des Nationalen Menschenrechtszentrums.